# Harina Žlaka
Harina Žlaka falu Horvátországban Krapina-Zagorje megyében. Közigazgatásilag Zagorska Selához tartozik.

## Fekvése
Krapinától 21 km-re nyugatra, községközpontjától 8 km-re északra, a Horvát Zagorje északnyugati részén, a Szutla völgyében, közvetlenül a szlovén határ mellett fekszik.

## Története
Az itteni gyógyforrások vízét már az olimjei pálosok és Nagytábor urai a Rátkayak is használták. A 20. század közepén a gyógyforrások legjobb ismerője Miroslav Sternad podčvrteki plébános volt. A víz első elemzésére 1952-ben került sor Zágrábban, mely során bebizonyosodott gyógyhatása. Az első kis gyógymedencét 1956-ban építették meg. Az 1960-as években a szlovén oldalon is megépült a fürdő, melyből mára az Aqualuna Thermalpark fejlődött ki.
A településnek 1857-ben 76, 1910-ben 87 lakosa volt. Trianonig Varasd vármegye Klanjeci járásához tartozott. A településnek 2001-ben 62 lakosa volt.

## Nevezetességei
Gyógyvízű forrásai.

## Külső hivatkozások
- Zagorska Sela község hivatalos oldala
- A zagorska selai plébánia honlapja